# Michael Gordon (regista)
Michael Gordon, all'anagrafe Irving Kunin Gordon (Baltimora, 6 settembre 1909 – Century City, 29 aprile 1993), è stato un regista statunitense, nonno materno dell'attore Joseph Gordon-Levitt.

## Biografia
Nato in una famiglia di religione ebraica, dopo essersi laureato all'Università di Yale, iniziò la sua carriera negli anni quaranta come direttore dei dialoghi e poi come montatore, esordendo nel 1942 come regista. 
Fino al 1948 diresse B-Movie a basso budget, ma in quello stesso anno curò la regia di due opere degne di nota, Un'altra parte della foresta (1948) e Il delitto del giudice (1948), un cupo melodramma con Fredric March. L'anno successivo girò La roulette (1949) con Barbara Stanwyck e un giovanissimo Tony Curtis. 
Fu però il 1950 il suo anno d'oro, grazie a Cirano di Bergerac (1950), che valse a José Ferrer il premio Oscar per la miglior interpretazione maschile. Nel 1951 Gordon girò le sue ultime due pellicole prima che il maccartismo ne compromettesse la carriera, costringendolo all'inattività forzata. La prima fu La conquistatrice (1951), con Susan Hayward, una commedia che raccontò con estremo realismo il mondo privo di scrupoli del commercio (la sceneggiatura era di Abraham Polonsky, altro perseguitato dal maccartismo), mentre nel successivo Il segreto del lago (1951) il regista parve suggerire che vi siano circostanze in cui è opportuno mentire alla legge al fine di favorire una giustizia popolare.
Dal 1951 al 1959 la sua affiliazione a diverse associazioni di "sinistra" impedì a Gordon di lavorare e il suo ritorno alle scene avvenne solo nel 1959 con Il letto racconta, commedia brillante con Doris Day e Rock Hudson. A questo film ne seguirono altri poco incisivi, quasi tutte commedie, ad eccezione del drammatico Ritratto in nero (1960), con Lana Turner. Si ritirò dalle scene agli inizi degli anni settanta.

## Filmografia parziale
- L'incubo del passato (Crime Doctor) (1943)
- Passione che uccide (The Web) (1947)
- Un'altra parte della foresta (Another Part of the Forest) (1948)
- Il delitto del giudice (An Act of Murder) (1948)
- La roulette (The Lady Gambles) (1949)
- Cirano di Bergerac (Cyrano de Bergerac) (1950)
- Donne in fuga (Woman in Hiding) (1950)
- La conquistatrice (I Can Get It for You Wholesale) (1951)
- Il segreto del lago (The Secret of Convict Lake) (1951)
- Il letto racconta (Pillow Talk) (1959)
- Ritratto in nero (Portrait in Black) (1960)
- Venere in pigiama (Boys' Night Out) (1962)
- Fammi posto tesoro (Move Over, Darling) (1963)
- Per soldi o per amore (For Love or Money) (1963)
- Una ragazza da sedurre (A Very Special Favor) (1965)
- Texas oltre il fiume (Texas Across the River) (1966)
- Per grazia rifiutata (How Do I Love Thee?) (1970)